# 淮安府衙
淮安府衙是中国保存下来的两座府衙之一，其大堂体量为全中国之最。2002年淮安府署被列为江苏省文物保护单位，2006年淮安府衙被列为全国重点文物保护单位。

## 建立和发展
淮安曾长期是郡、州、路、府的治所，其中元代的淮安路管辖范围最大，后期辖海宁州、泗州、安东州和山阳、清河、盐城、桃园、临淮、盱眙、天长、虹、五河、朐山、沭阳、赣榆12县。面积3．5万平方公里。到清代淮安仍是江苏省面积第一大府。
淮安府衙建于明洪武三年（1370年）。由当时的知府姚斌在元代沂郯万户府和五通庙的基础上改建成府衙。1368年，明朝建立以后，设立淮安府，下辖海州、邳州和山阳、清河、安东、盐城、桃源、沭阳、赣榆、宿迁、睢宁9县，治所设在山阳县。府衙最初设在元朝的淮安路，不久被淮安卫指挥使、淮安侯华云龙抢占。洪武三年（1370），新任淮安知府姚斌选中了上坂街北边的五通庙和元沂、郯万户府，改建为淮安府的新府衙，一直沿用到清末。

## 建筑规模
淮安府衙与其南面的总督漕运公署、镇淮楼（谯楼）、山阳县衙首尾相连，成为中国国内最大的古代官衙景区，且雄居古城中轴线，总长度约一公里左右。府衙原规模宏大，占地近2万平方米。衙内有房屋50余幢、600余间，分东、中、西三路。中路有大门、二门、六科书吏房、大堂、二堂、六科用房、内宅上房、镇淮楼和偷乐园。大门正对东门大街，对面有七丈长的照壁一座，在大门西侧的府市口和东侧的报恩寺前各有二丈高的四柱金丝楠木牌坊一座，名曰“表海名邦”、“长淮重镇”。大堂长七间26米、宽五间18.5米，面积500平方米，脊高10米，清末咸丰十一年（1861）火灾后，代理知府陶金诒重修时，将河下盐商程巨函豪宅的懋敷堂拆毁，使用其木料重建；二堂长22米、宽11米，面积约240平方米，脊高8.5米；还有一座建于1560年（嘉靖三十九年）的三槐台，有两根一丈多高的铜柱，用以镇压淮河水患。东西两路对称展开，东路为迎宾、游览之所，包括官厅、藤花厅、寅宾馆、宝翰堂；西路为军捕厅，亦有大门、二门、大堂、二堂、上房几进。

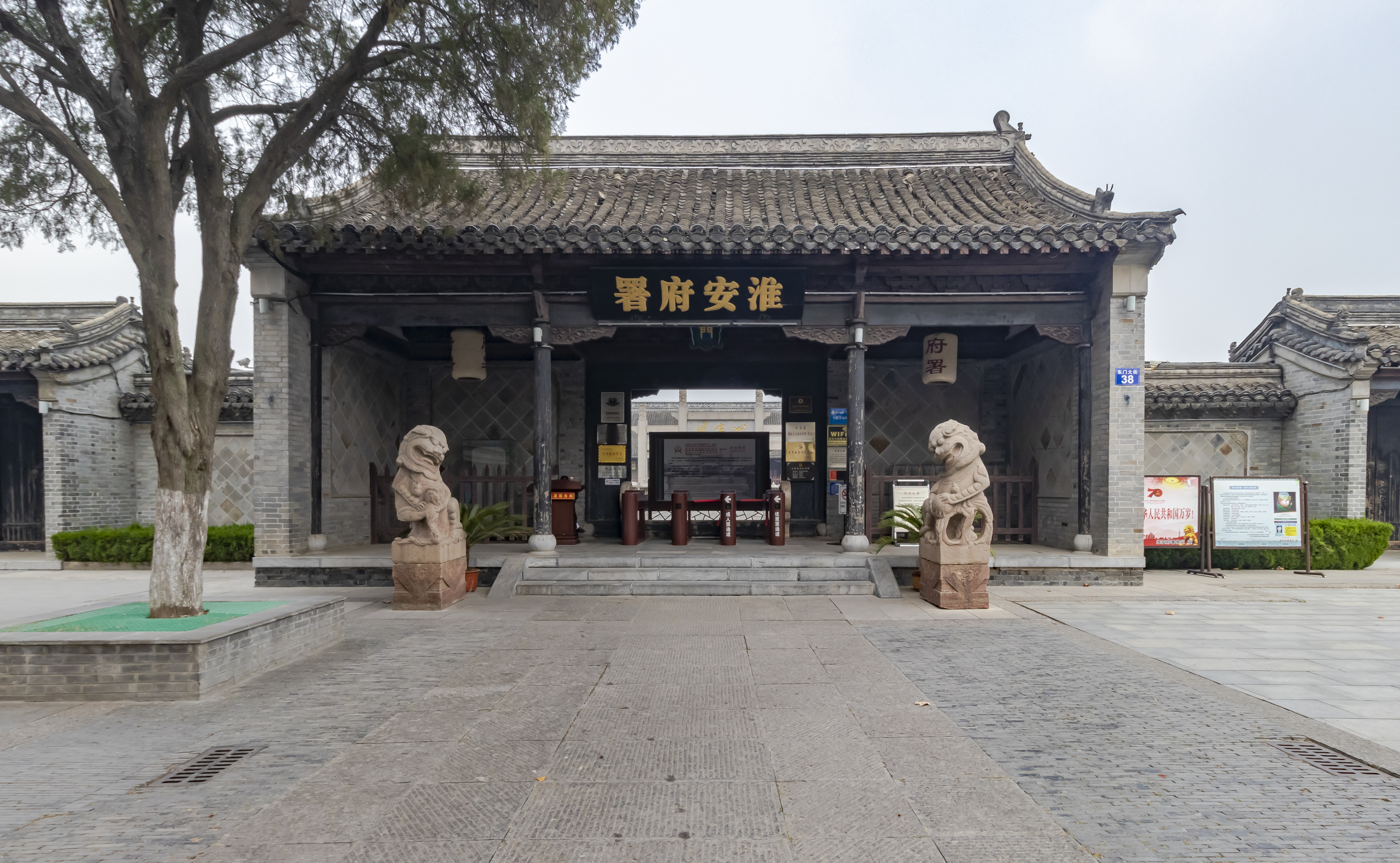
正门
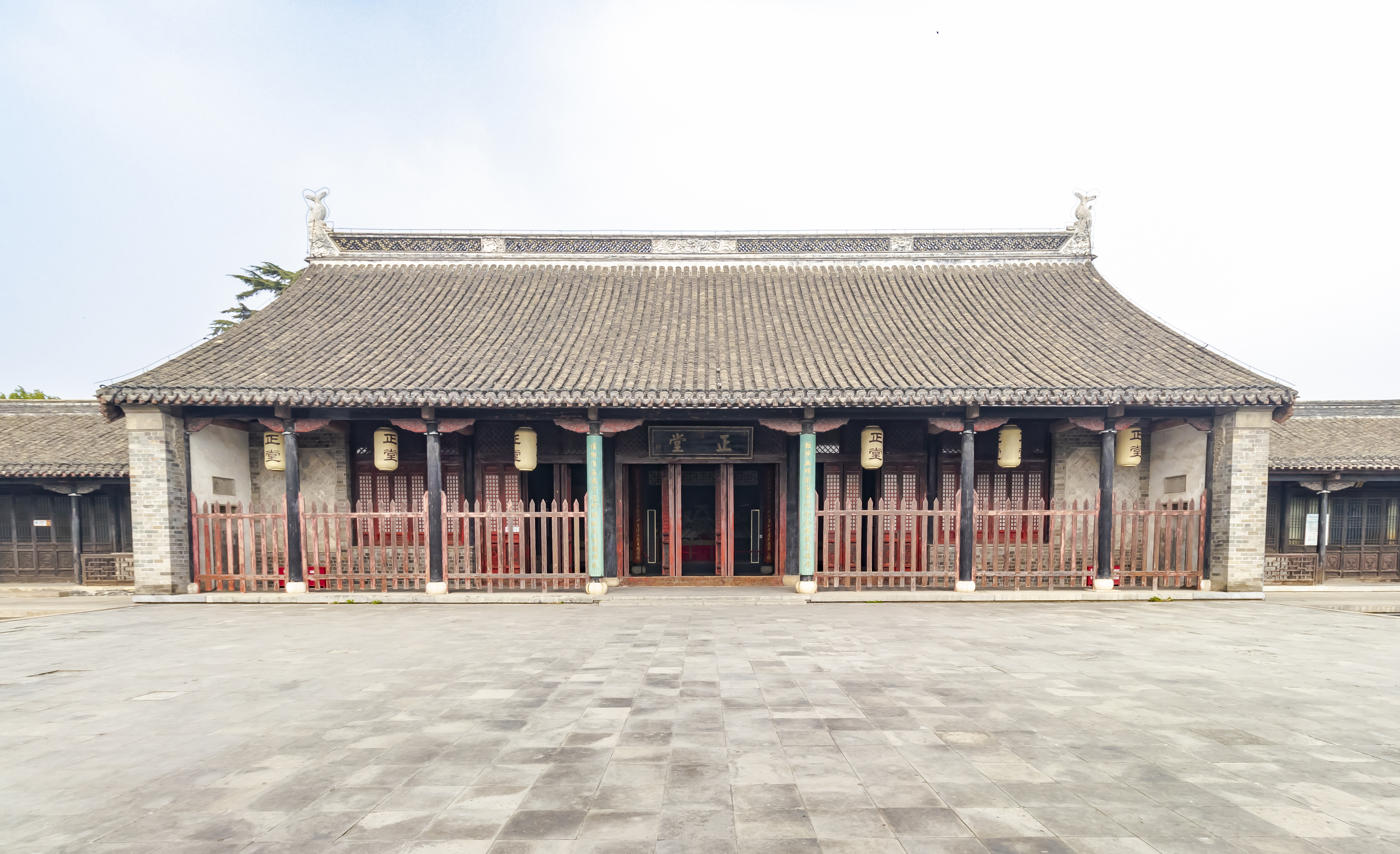
大堂
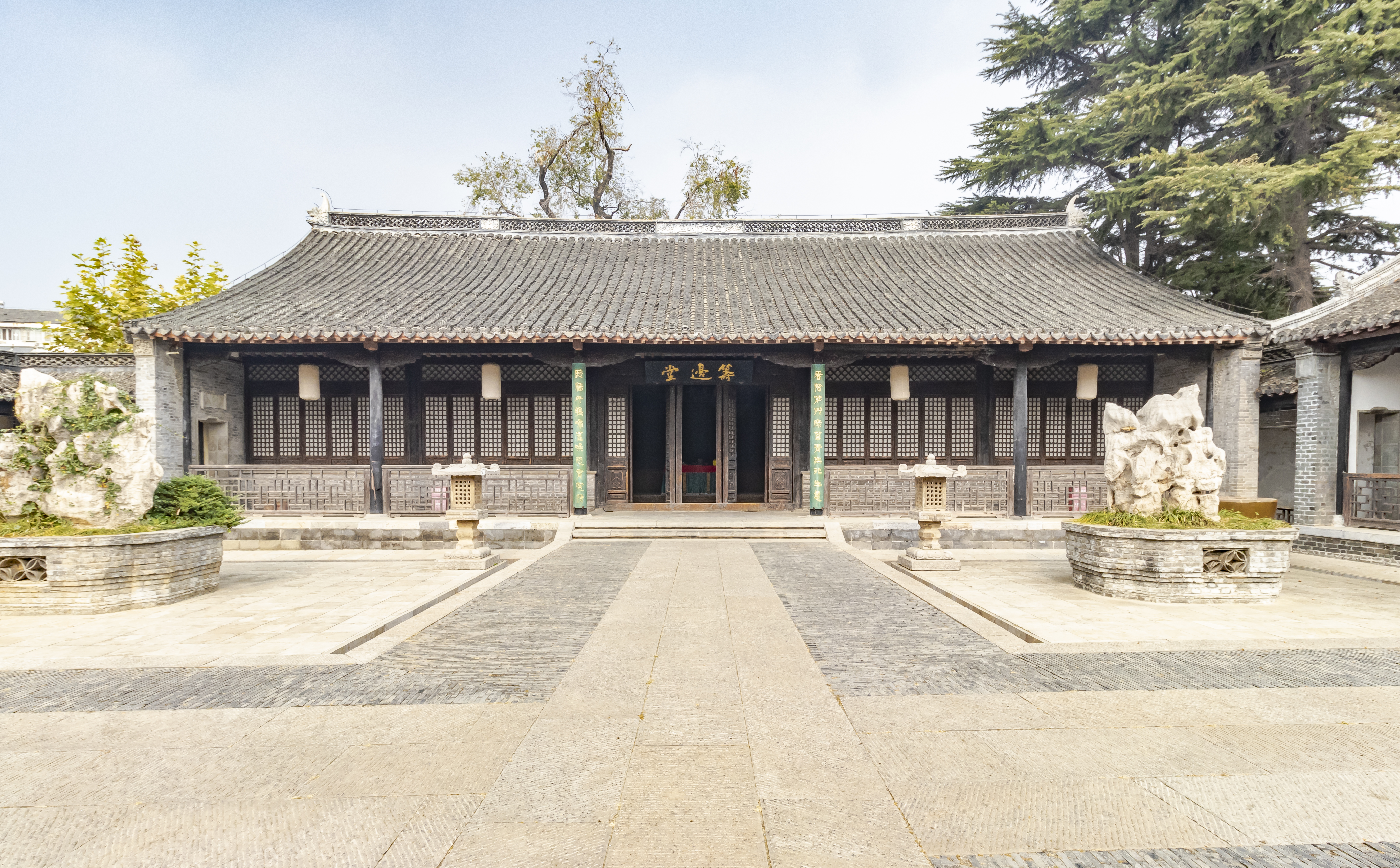
二堂
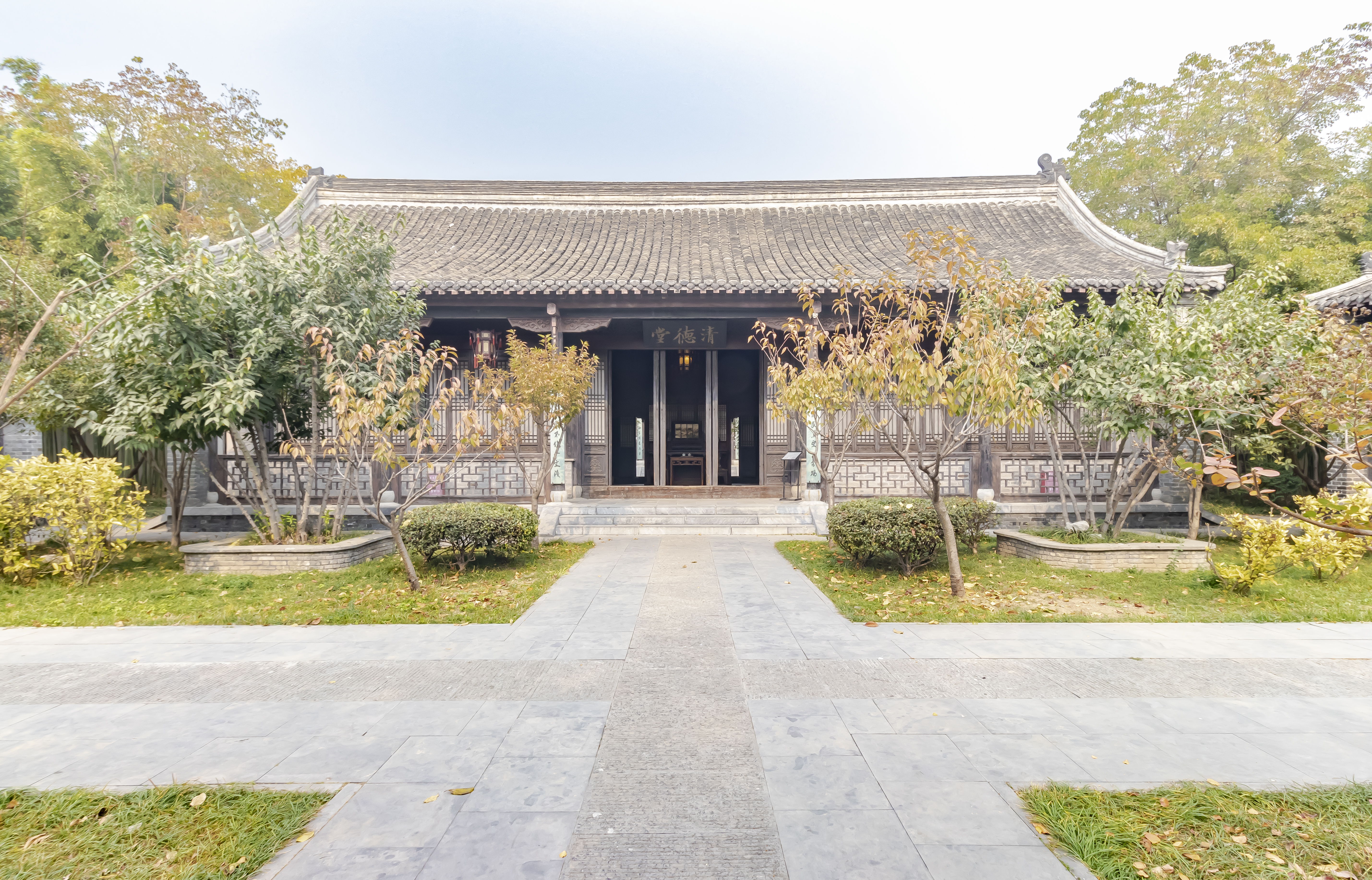
三堂
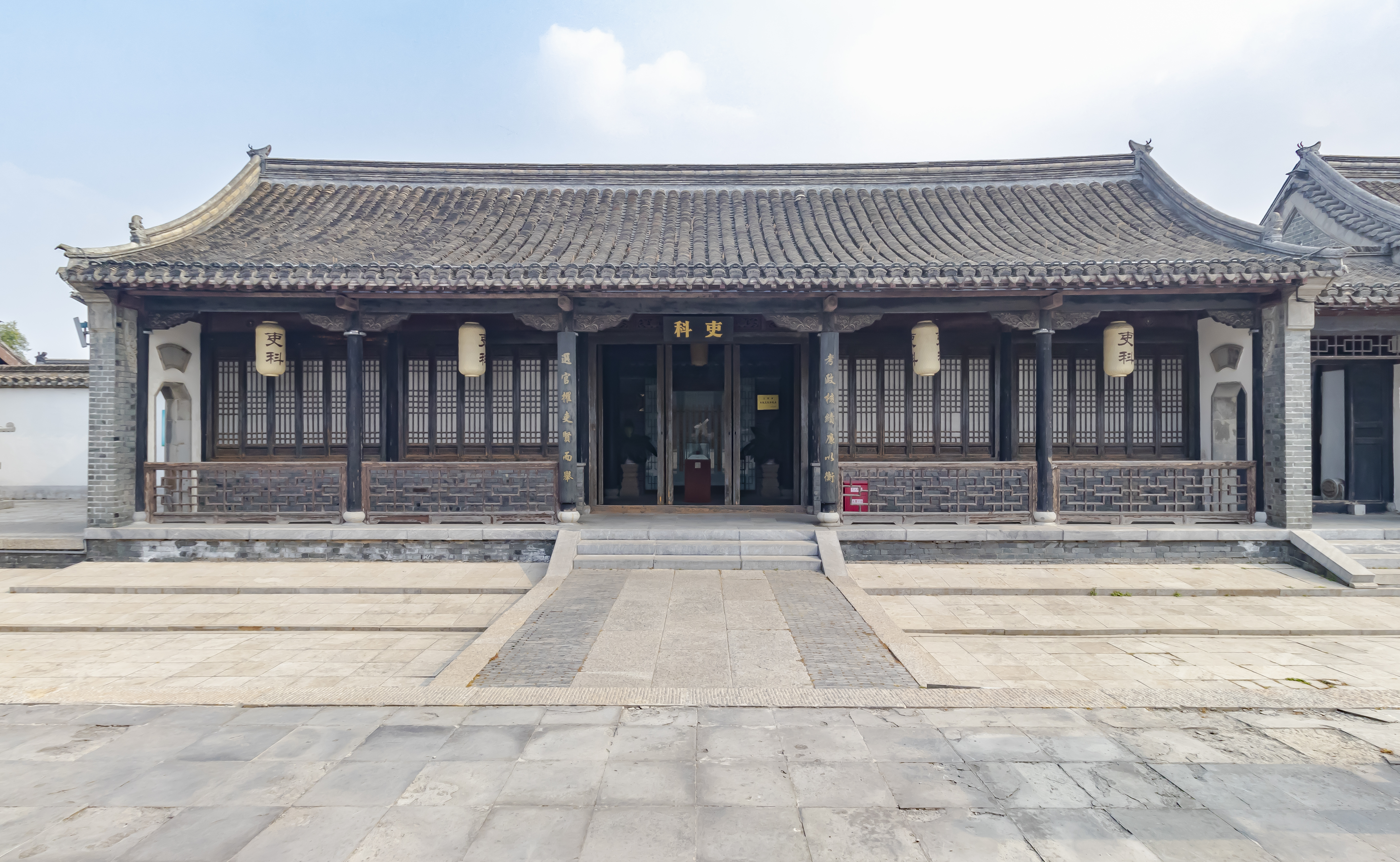
六科书吏房

## 现状
民国二年（1913年），全国废府州厅改县，淮安府废。该府衙则成新的淮安县政府所在地，中华人民共和国成立后为工厂占用，附属房屋渐渐被毁，但大堂、二堂仍保存完好。经过保护性修葺，第六批全国重点文物保护单位、有着630多年历史的“淮安府衙”，2007年9月29日在江苏淮安市楚州区对外开放。开放后的“淮安府衙”占地面积12000多平方米，建筑古朴典雅、气势恢弘，还通过多媒体等现代手段和升堂表演等方式生动再现了当年的堂审场景，向人们展示了内涵丰富的古代官衙文化，成为人们了解和观赏古代官衙的胜地。